# Afriski

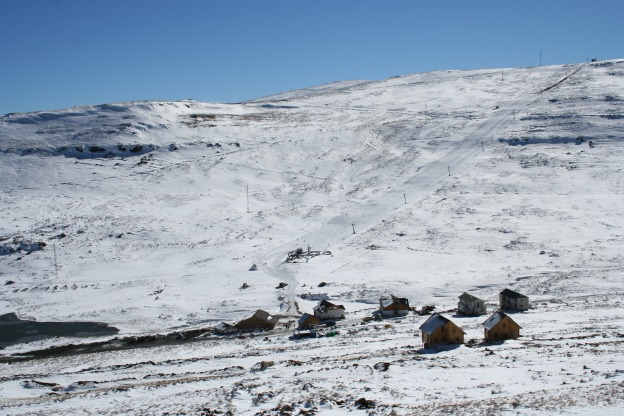
Skidbacken i Afriski.

Afriski är en skidort i Lesotho som invigdes i juli säsongen 2002 med en lift och en nedfart. Afriski ligger 3322 meter över havet i Malotibergen, 4,5 timmars bilresa från Johannesburg. Det är den enda skidorten i Lesotho.
Skidsäsongen är från juni till september. Den har ett par nedfarter och en anläggning för snowboard. På 2010-talet utvecklades sommarsäsongen med möjligheter för bland annat vandring, klättring, enduro och cykling.
Det finns även en skidort i grannlandet Sydafrika, Tiffindell Ski Resort. Dess framtid är dock osäker, sedan den fått stänga på grund av Covid-19-pandemin.